# Plucker
El Plucker és un lector de documents multiplataforma lliure, sota llicència GNU, disponible en català, per a ordinadors de butxaca amb sistema operatiu Palm OS.
A més del lector de documents per a ordinadors Palm, el Plucker inclou una sèrie d'eines per a transferir i comprimir pàgines web i altres documents de text o HTML a un dispositiu Palm per a la seva lectura. Hi ha eines disponibles per a Unix i Linux, Windows, Mac OS X i Pocket PC.
Inclou moltes funcions, com imatges en les quals s'hi pot fer clic, (desplaçables i ampliables), tipus de lletra cursiva, petit i d'alta resolució, bases de dades múltiples concurrents, paràmetres de pantalla i opcions de llapis configurables (navegació per gestos i pels botons del maquinari) compressió ZLib i DOC, conductes i parsers Perl i Python, i un instal·lador per a Windows totalment integrat.
Una de les característiques destacables del Plucker, és que gràcies a la compressió de documents amb la llibreria lliure ZLib, els documents tenen unes dimensions molt reduïdes, característica que adquireix una especial importància per als usuaris d'ordinadors de butxaca. Amb Plucker i un dispositiu Palm OS, es pot llegir qualsevol pàgina d'Internet, llibres electrònics, arxius de text, o documents, tan sols convertint-los amb les eines de l'Escriptori Plucker, i enviant-los a l'ordinador de butxaca on es poden llegir.
El programa Plucker es compon de dos aplicacions: l'Escriptori Plucker i el Visualitzador Plucker.

## Visualitzador Plucker
El Visualitzador Plucker (Viewer en anglès) és l'aplicació que s'instal·la al dispositiu de butxaca amb sistema operatiu Palm OS (l'arxiu .prc). És la interfície que es fa servir per veure els continguts Plucker. Per llegir documents en format Plucker, n'hi ha prou amb instal·lar el Visualitzador Plucker al dispositiu de butxaca.

## Escriptori Plucker
L'Escriptori Plucker (Desktop en anglès) ve amb eines, scripts i conductes per a Unix, Linux, Windows i Mac OS X, que permeten decidir exactament quins components de les pàgines es baixen al dispositiu de butxaca. Llavors aquestes pàgines es processen, comprimeixen i envien al dispositiu de butxaca on es poden veure amb el Visualitzador Plucker. L'Escriptori Plucker permet preparar documents en format Plucker.
El navegador Plucker ha estat adaptat al català per PalmCAT. El format de documents Plucker és molt adequat per adaptar llibres que es trobin en format HTML, com el cas del Tirant lo Blanc de Tinet.org, que es pot trobat a http://palmcat.cat, ja que permet una còmoda navegació per l'índex i pels capítols, a més de respectar força la tipografia i les imatges, cosa que no va és possible amb altres formats com ara el PalmDOC.

## Altres versions
- Amb Sunrise Desktop (abans JPluck) es poden llegir fils RSS.
- Vade-Mecum és una versió de per a Pocket PC també amb llicència GPL.
- també hi ha una versió per al Nokia 770.